# Ruta de l'encens - ciutats del desert del Nègueb
La ruta de l'Encens-ciutats del desert del Nègueb és un itinerari declarat Patrimoni de la Humanitat al desert del Nègueb, al sud d'Israel i Palestina. El lloc del patrimoni va ser proclamat un valor universal excepcional per la UNESCO el 2005. Quatre ciutats ubicades al desert del Nègueb estan unides directament amb el terme mediterrani tant de la ruta de la Seda com la de l'Encens. Aquestes ciutats inclouen Avdat, Haluza, Mamshit i Xivtà. Van ser construïdes pels nabateus, una antiga tribu aràbiga, amb capital a Petra d'Aràbia (lloc Patrimoni de la Humanitat des de 1985), al territori que actualment és el Regne haiximita de Jordània, així com múltiples fortaleses antigues i paisatges agrícoles del desert. Com un grup, aquestes ciutats del desert demostren el comerç significativament lucratiu d'olíban i mirra que va tenir lloc des del sud d'Aràbia fins al Mediterrani. En el seu major auge, des del segle ii aC fins al segle ii, les rutes incloïen sofisticats paisatges urbans, sistemes d'irrigació, fortaleses i caravanserralls. Els vestigis d'aquestes obres són encara visibles avui en dia i demostren l'ús del desert per al comerç i l'agricultura:
| Codi     | Nom                                                    | Ubicació                               | Coordenades                                          | Imatge |
| -------- | ------------------------------------------------------ | -------------------------------------- | ---------------------------------------------------- | ------ |
| 1107-001 | Ruta de l'Encens i de les espècies (entre Avdat i Moa) | Arava-Tichona a través de Ramat Nègueb | 30° 32′ 28″ N, 35° 09′ 39″ E / 30.54111°N,35.16083°E |        |
| 1107-002 | Haluza                                                 | Ramat Nègueb                           | 31° 05′ 51″ N, 34° 39′ 28″ E / 31.09750°N,34.65778°E |        |
| 1107-003 | Mamshit                                                | Dimona                                 | 31° 01′ 34″ N, 35° 03′ 04″ E / 31.02611°N,35.05111°E |        |
| 1107-004 | Xivtà                                                  | Ramat Nègueb                           | 30° 52′ 53″ N, 34° 37′ 54″ E / 30.88139°N,34.63167°E |        |